# Lijst van ministers-presidenten van Vlaanderen
Dit is een lijst van alle ministers-presidenten van Vlaanderen.
Tot en met de regering-Van den Brande II heette de regering de Vlaamse executieve en werd de benaming "voorzitter van de Vlaamse executieve" gebruikt, sinds de regering-Van den Brande III (oktober 1992) is de functie "minister-president van de Vlaamse regering".
De gekleurde rijen in de lijst staan voor de partijen en hun ideologie.
De huidige minister-president is Matthias Diependaele (N-VA).

## Lijst

### Voorzitters/ Ministers-presidenten van Vlaanderen
| Nr. | Naam | Naam                        | Partij | Partij | Begin mandaat     | Einde mandaat     | Regering(en)   |
| --- | ---- | --------------------------- | ------ | ------ | ----------------- | ----------------- | -------------- |
| 1   |      | Gaston Geens (1931-2002)    |        | CVP    | 22 december 1981  | 21 januari 1992   | I, II, III, IV |
| 2   |      | Luc Van den Brande (1945)   |        | CVP    | 21 januari 1992   | 13 juli 1999      | I, II, III, IV |
| 3   |      | Patrick Dewael (1955)       |        | VLD    | 13 juli 1999      | 5 juni 2003       | I              |
| 4   |      | Bart Somers (1964)          |        | VLD    | 11 juni 2003      | 20 juli 2004      | I              |
| 5   |      | Yves Leterme (1960)         |        | CD&V   | 20 juli 2004      | 28 juni 2007      | I              |
| 6   |      | Kris Peeters (1962)         |        | CD&V   | 28 juni 2007      | 25 juli 2014      | I, II          |
| 7   |      | Geert Bourgeois (1951)      |        | N-VA   | 25 juli 2014      | 2 juli 2019       | I              |
| 8   |      | Liesbeth Homans (1973)      |        | N-VA   | 2 juli 2019       | 2 oktober 2019    | I              |
| 9   |      | Jan Jambon (1960)           |        | N-VA   | 2 oktober 2019    | 30 september 2024 | I              |
| 10  |      | Matthias Diependaele (1979) |        | N-VA   | 30 september 2024 | heden             | I              |

## Cijfers

### Aantal ministers-presidenten per politieke familie
| Nr. | Politieke familie    | Aantal ministers-presidenten |
| --- | -------------------- | ---------------------------- |
| 1   | Christendemocraten   | 4                            |
| 2   | Vlaams-nationalisten | 4                            |
| 3   | Liberalen            | 2                            |

### Ministers-presidenten van Vlaanderen met de langste staat van dienst
Deze lijst bevat ministers-presidenten met de langste staat van dienst.
| Nr. | Ministers-president | Periode                     | Duur       |
| --- | ------------------- | --------------------------- | ---------- |
| 1   | Gaston Geens        | 22 dec. 1981 - 21 jan. 1992 | 3682 dagen |
| 2   | Luc Van den Brande  | 21 jan. 1992 - 13 juli 1999 | 2730 dagen |
| 3   | Kris Peeters        | 28 juni 2007 - 25 juli 2014 | 2584 dagen |

### Ministers-presidenten van Vlaanderen met de kortste staat van dienst
Deze lijst bevat ministers-presidenten met de kortste staat van dienst.
| Nr. | Ministers-president | Periode                     | Duur       |
| --- | ------------------- | --------------------------- | ---------- |
| 1   | Liesbeth Homans     | 2 juli 2019 - 2 okt. 2019   | 92 dagen   |
| 2   | Bart Somers         | 11 juni 2003 - 20 juli 2004 | 405 dagen  |
| 3   | Yves Leterme        | 20 juli 2004 - 26 juni 2007 | 1072 dagen |